# Chamaegigas
Chamaegigas, monogenerički biljni rod iz porodice ljuborovki (Linderniaceae). Jedina vrsta je C. intrepidus, namibijski  endem. 

## Ime
Kew ime ovoga roda tretira kao sinonim za Lindernia, dok ga GBIF priznaje.

## Opis
C. intrepidus je vodeni polugrm. Rod je opisan u Beih. Bot. Centralbl., Abt. 2, 1924. 

## Sinonimi
- Lindernia intrepida (Dinter ex Heil) Oberm.; Fl. Pl. Afr. 38: t. 1503 (1967)